# Pézsmaréce
A pézsmaréce (Cairina moschata) a madarak (Aves) osztályának lúdalakúak (Anseriformes) rendjébe, ezen belül a récefélék (Anatidae) családjába tartozó faj. Egyéb nevei: pézsmakacsa, vagy népies nevén némakacsa.
Amióta más nembe helyezték át a dzsungelrécét, a pézsmaréce nemének az egyetlen fajává vált.

## Előfordulása
Eredeti elterjedési területe Mexikótól délre Peruig és Uruguayig, de mára már a világ minden táján tenyésztett úszómadár lett.

## Megjelenése
A vadon élő pézsmarécék eredetileg fekete színűek, de a kifejlett egyedek szárnytükre fehér. Hasukon irizál a tollazat. A pézsmakacsák fején jellegzetes, húsos kinövések láthatóak, arcuk pedig csupasz. Ez színtől függetlenül lehet piros, piros alapon barna árnyalatú és fekete. Szárnyuk erős, szorosan a testhez simul. A vad és a házi változata is nagy zajjal, viszonylag jól repül. A 3–4 kilogrammos testtömegű gácsérok jóval nagyobbak a tojóknál, amelyek átlagosan 1,5–2 kilogrammot nyomnak. A háziasított példányok esetében jóval nagyobb tömeggel számolhatunk: a tojók akár 5, a gácséroknál pedig akár 7 kilogrammos testsúly is előfordulhat.
Fiatal korban mindkét nem csipogó hangot ad, de a gácsérok fejlődésekor a csipogó hang "shásogó", "berregő" hanggá alakul. Ezen hangokat tüdő után található 2 porcos légzsák segítségével adja ki, melyből a légcső közvetlen folytatódik. Ez a kis "légtartály" teljes fejlettségét általában egy év alatt eléri.
A háziasított pézsmakacsánál több alap és rejtett szín található: fehér, barna, fekete, kék, bronz, levendula, krém, gyöngy. Homozigóta szín variáció esetén még előjöhet ezüst, lila, buff szín változat. Egy színváltozaton belül több mutáció is létezik, amely eredményeként vannak sötétebb, világosabb, vagy más árnyalatú színek. A felsorolt színeken kívül még több ismeretlen rejtett színt lehet létre hozni megfelelő színű egyedek tartásával. A színváltozatoknál tovább megkülönböztetünk fehér fejű, az egyed színével egyező változatot és az úgynevezett grizzly fejszínt, amikor a fej színes, de fehér tollakkal van cirkázva.Ezek nem összetévesztendők a tarkasággal. A mintázatoknál a legismertebb a duclair mintázat. Itt a szárny, a fartoll és a fej színes, a többi toll pedig fehér. Továbbá ismert mintázat még a sávozottság. Ezeket sokan tévesen kendermagosnak nevezik. Ezen mintázatok minden színnél megjelenhetnek. Az ilyen egyedek már napos korban is különbözőek az egyszínű és a szabálytalan tarka színű egyedektől.
Elterjedt dolog a beltenyészet is, amelynek egyik eredménye az egyszínű egyedek tarkasága, több fehér toll megjelenése. Az egyszínű kacsáknál nemkívánatos szín a fehér, ezért a beltenyészet kerülendő. Továbbá a többszörös beltenyészet esetén az egyedek kisebbek lesznek, csökken a keltethetőség, illetve az ellenálló képesség. A néma kacsa nem kimondottan érzékeny a kisebb beltenyésztettségre.

## Életmódja

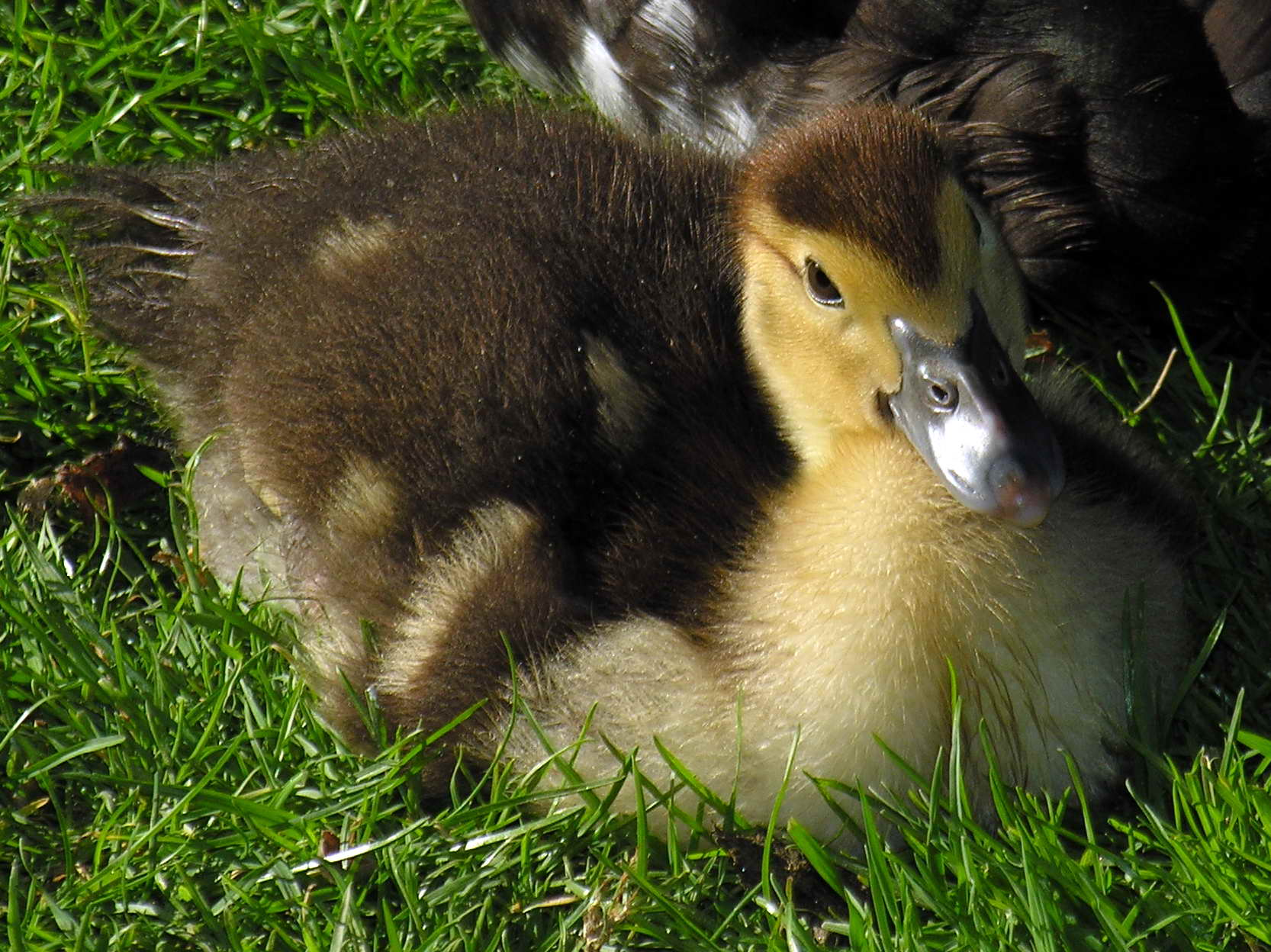
Pézsmaréce-fióka

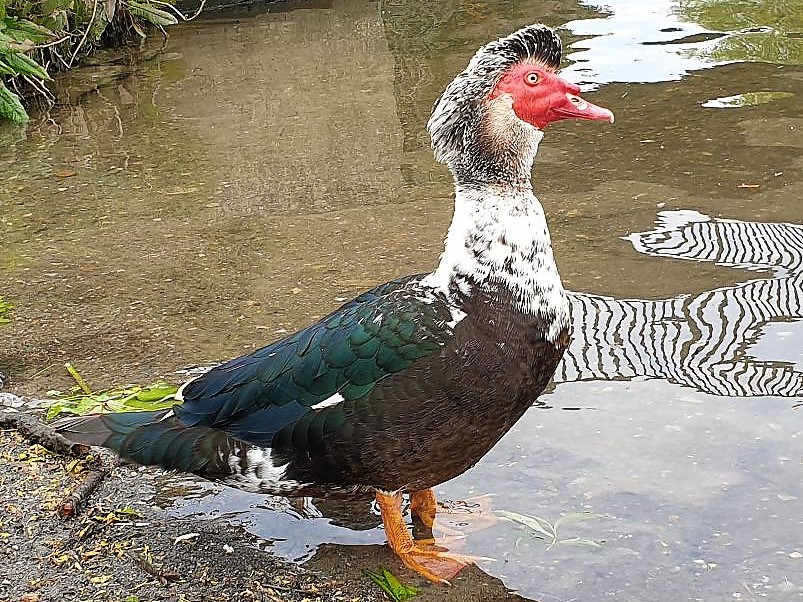
Díszmadárként

A vadon élő pézsmarécéket eddig viszonylag kevesen vizsgálták. Meglehetősen sok időt töltenek a fák koronájában, ahol kiválóan el tudnak rejtőzni. Ha megriasztják őket, lassú, nehéz szárnycsapásokkal emelkednek a levegőbe. Elsősorban a reggeli és esti órákban aktívak, ekkor szerzik növényi és állati eredetű táplálékukat a sekély vízből. A költési időszakban egyedül vagy kisebb csoportokban látható, máskor nagyobb, akár 16 egyedből álló csapatok is megfigyelhetőek.
A néma kacsa azért is népszerű, mert – mint népi neve is mutatja – igen halk. Leginkább sziszeg, néha morog és csendesen hápog. Kárpótlásul változatos metakommunikációs eszközöket használ: a fejét mozgatja, billegeti a farkát. Izgalmi állapotban a feje tetején felemeli a tollazatát, a gácsérok találkozásakor a szárnyukat enyhén kitárják, hogy ezzel nagyobbnak tűnjenek.

## Szaporodása
A pézsmaréce tojója a vadonban faüregekbe, gödrökbe rakja tojásait. A kirakott költőládákat is előszeretettel használja. A 8–21 tojás 35 napon belül kel ki. A fiókák fészekhagyók, de kelés után 1-2 napig a fészekben, maradnak, egyes esetekben pedig még pár napig a fészekre visszajár a kotló a kicsikkel. Évente általában 1-3 alkalommal kotlik. Ha napos korban a kiskacsákat elveszik tőle, hamar újra tojni majd kotlani kezd. A kotlást késleltetni lehet, ha a tojásokat folyamatosan gyűjtik és a fészekből a pihe tollakat eltávolítják. De némely egyedek kotlási hajlama olyan erős, hogy még 1-2 tojáson vagy másik kacsa fészkén is megkotlik.

## Háziasítás
A pézsmaréce vadon élő állománya nem veszélyeztetett, háziszárnyasként pedig egyre gyakoribb. Dél-Amerikából származik, az első európai felfedezők érkezésekor már házi pézsmarécékkel találkozhattak. A 16. században hozták az óvilágba, ahol népszerű asztali fogássá váltak. Később a pekingi kacsa a háttérbe szorította, mint húsforrást, azonban az 1970-es évektől gazdasági szempontból jelentős baromfifaj lett, intenzív tenyésztése többek között Franciaországban, Olaszországban és Tajvanon folyik. Húsa nagyon ízletes, valamivel több fehérjét és kevesebb zsírt tartalmaz, mint a házi kacsáé. Májtermelése is kiváló.

### Egyéb gazdasági hasznosítás
A pézsmaréce májából és szívéből nyert kivonatot használják fel a Boiron nevű francia gyógyszercég által forgalmazott, Oscillococcinum elnevezésű homeopátiás készítmény előállításához.

## Képgaléria

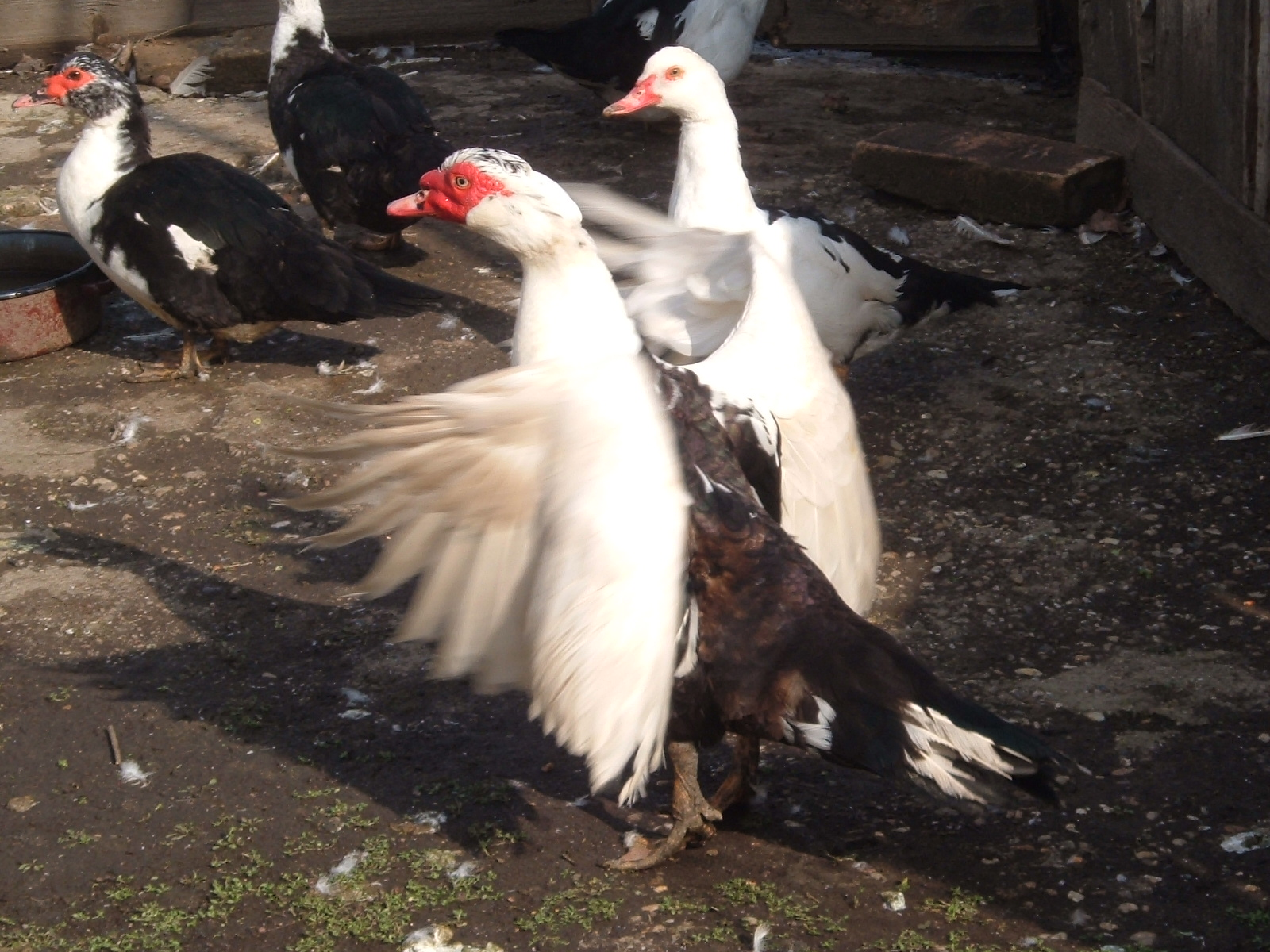
A gácsér kitárt szárnyakkal 1
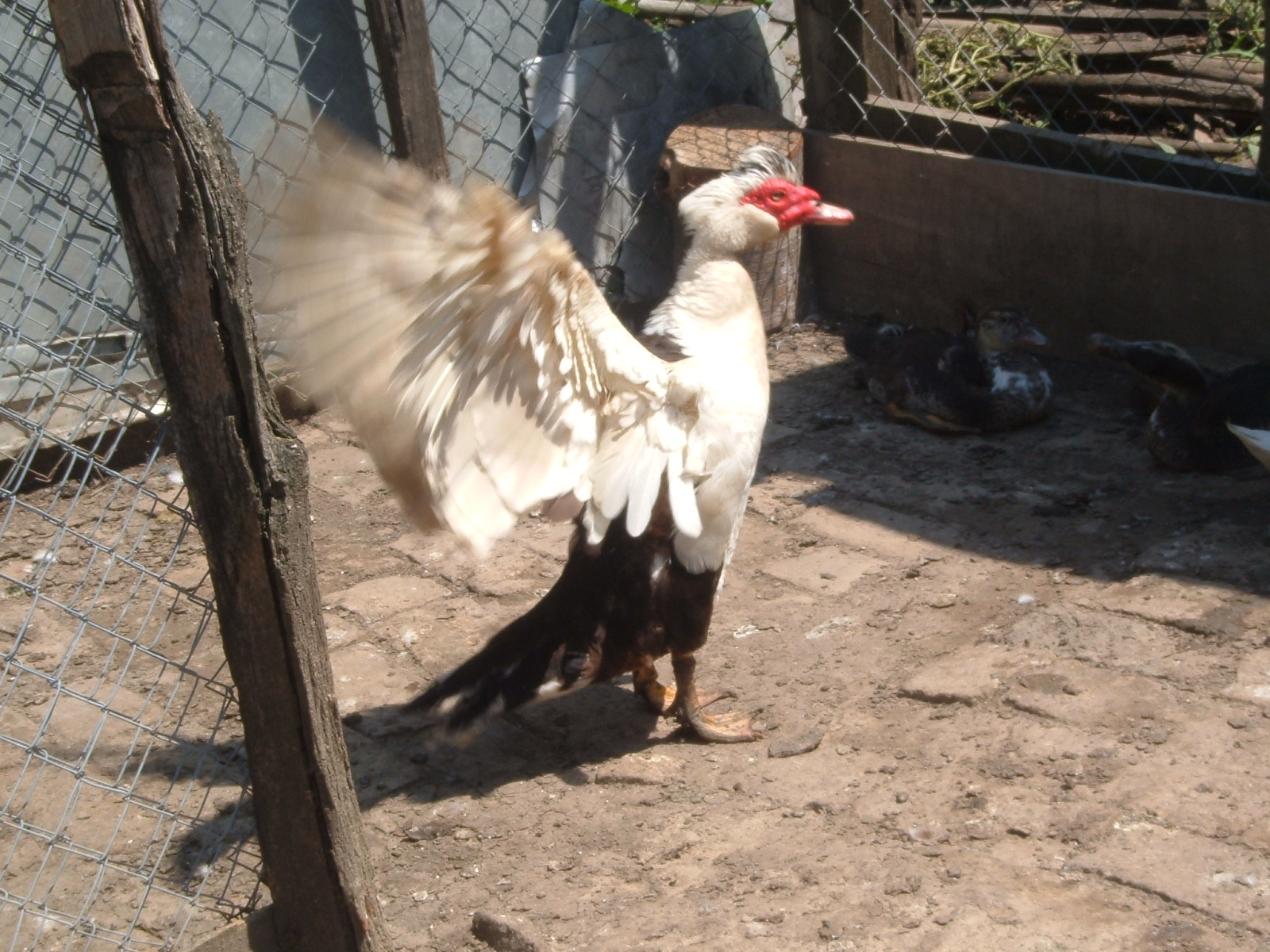
A gácsér kitárt szárnyakkal 2
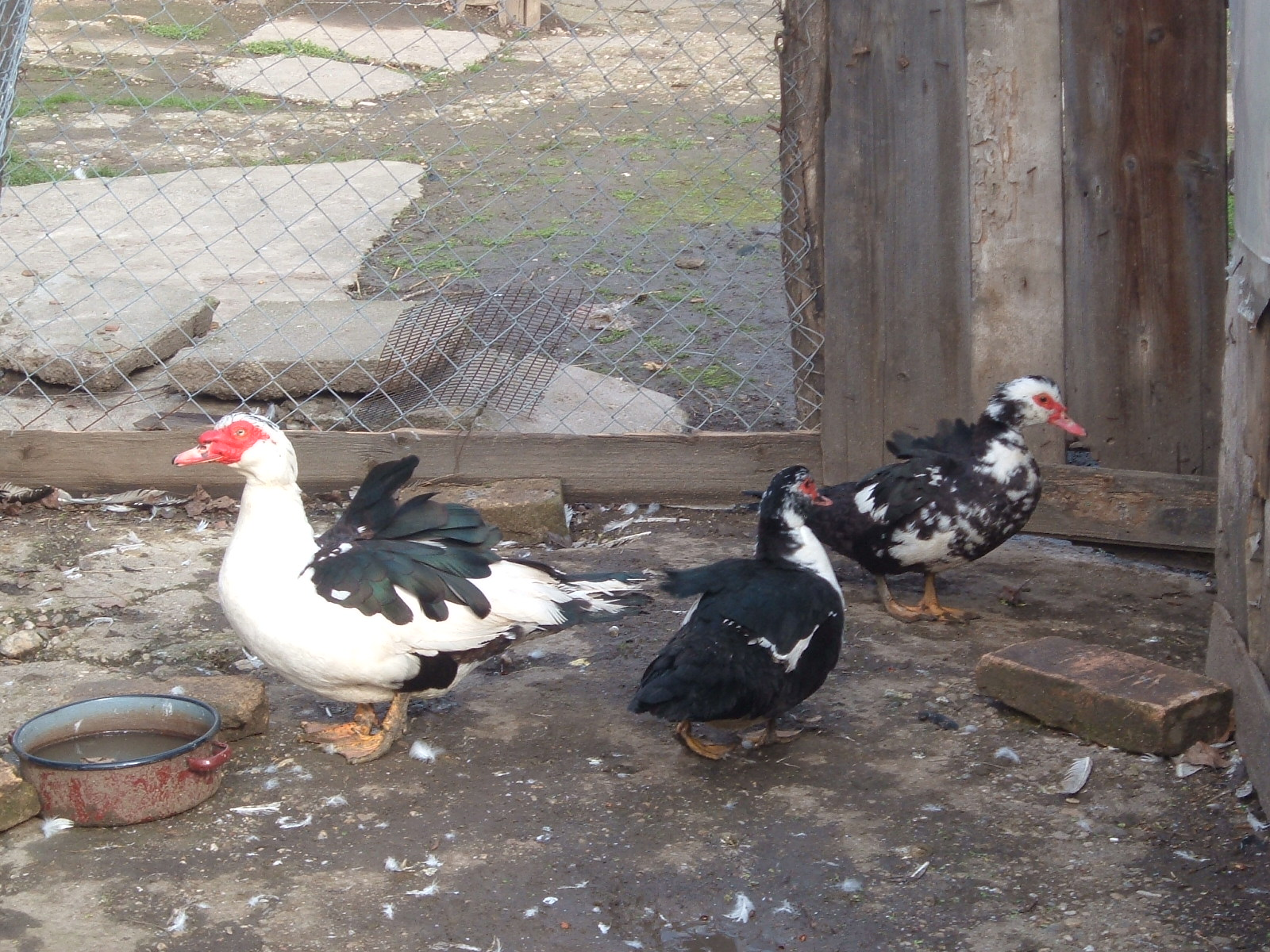
Pézsmarécék
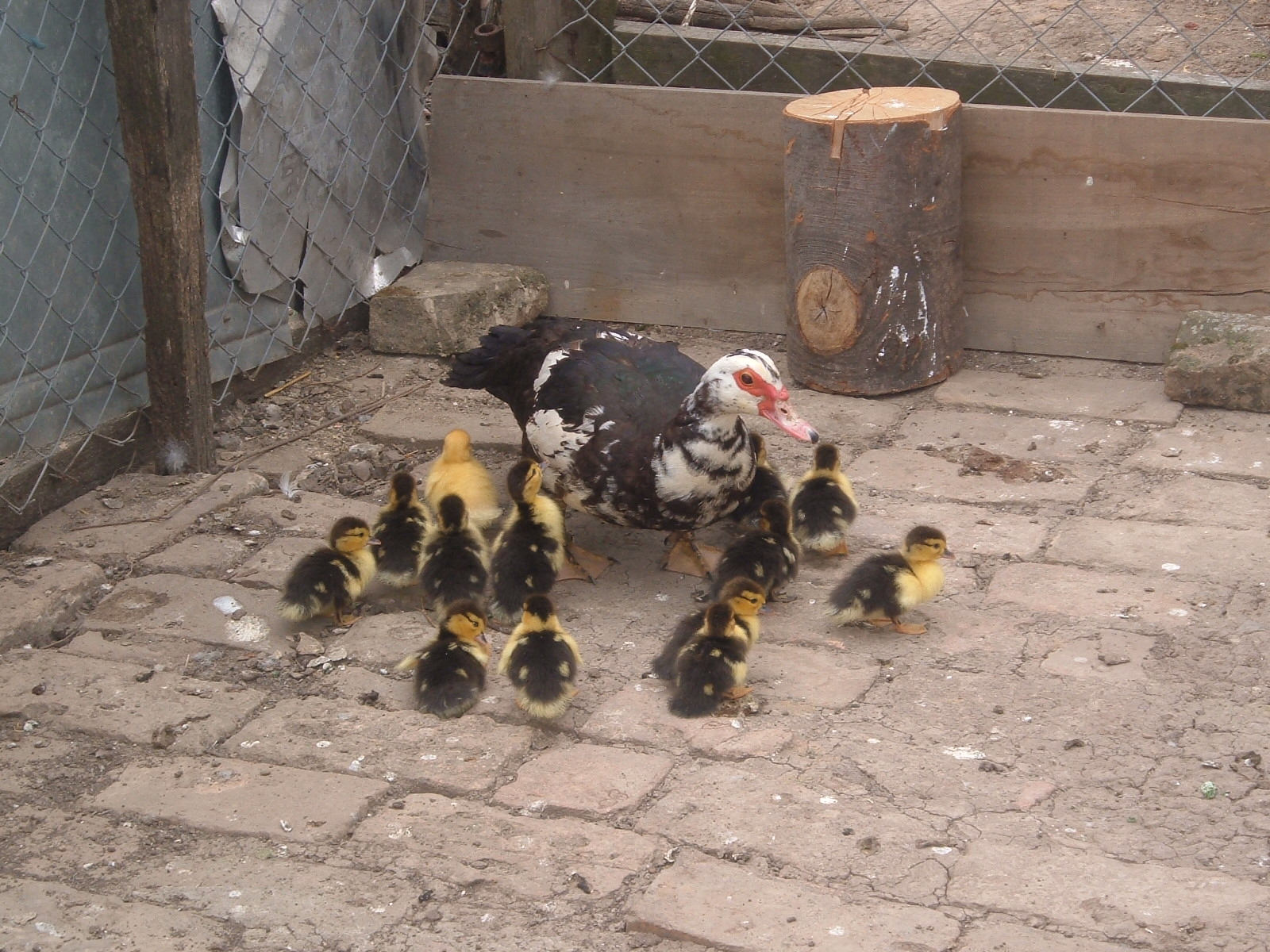
Pézsmaréce fiókák 1
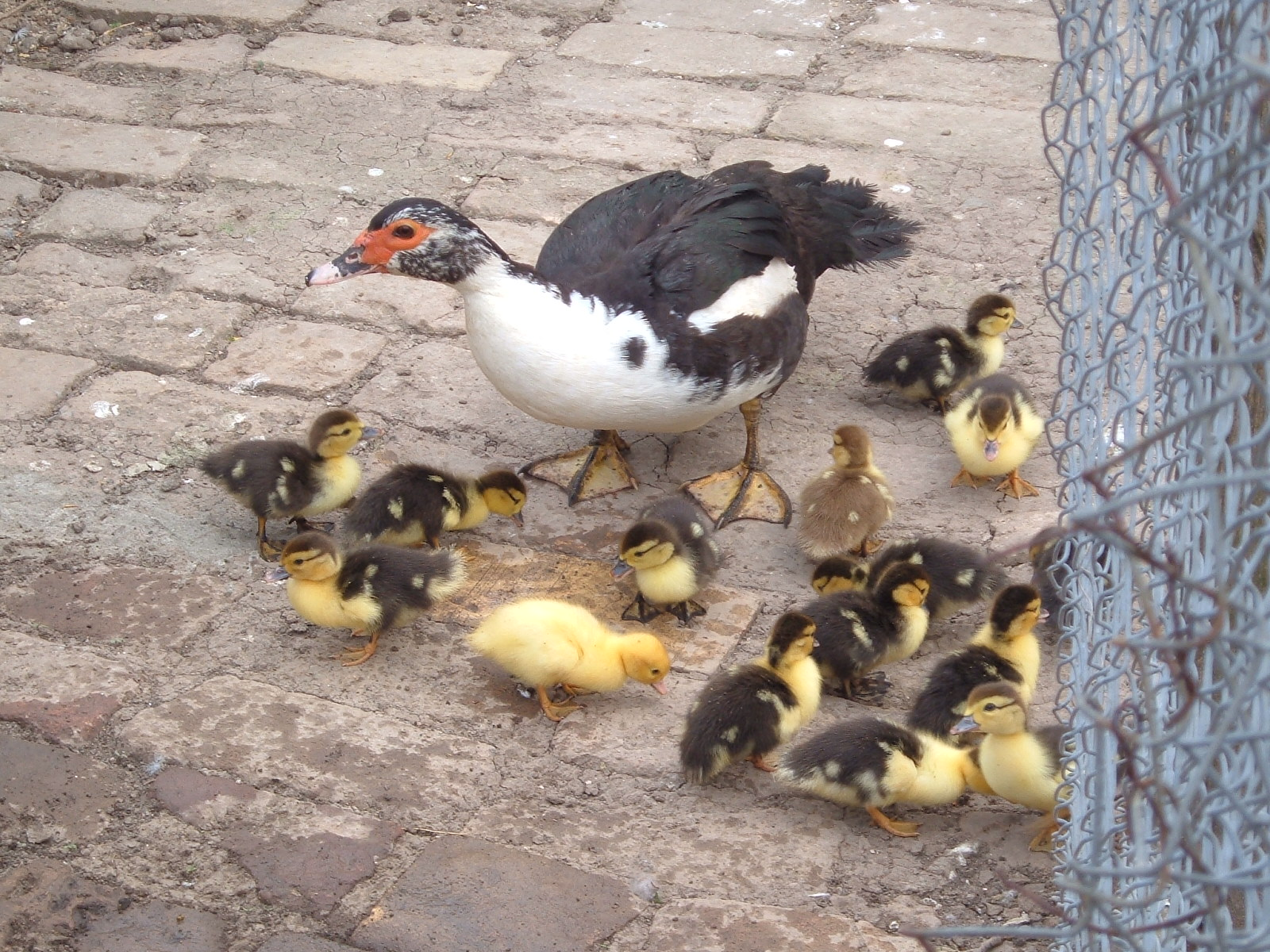
Pézsmaréce fiókák 2
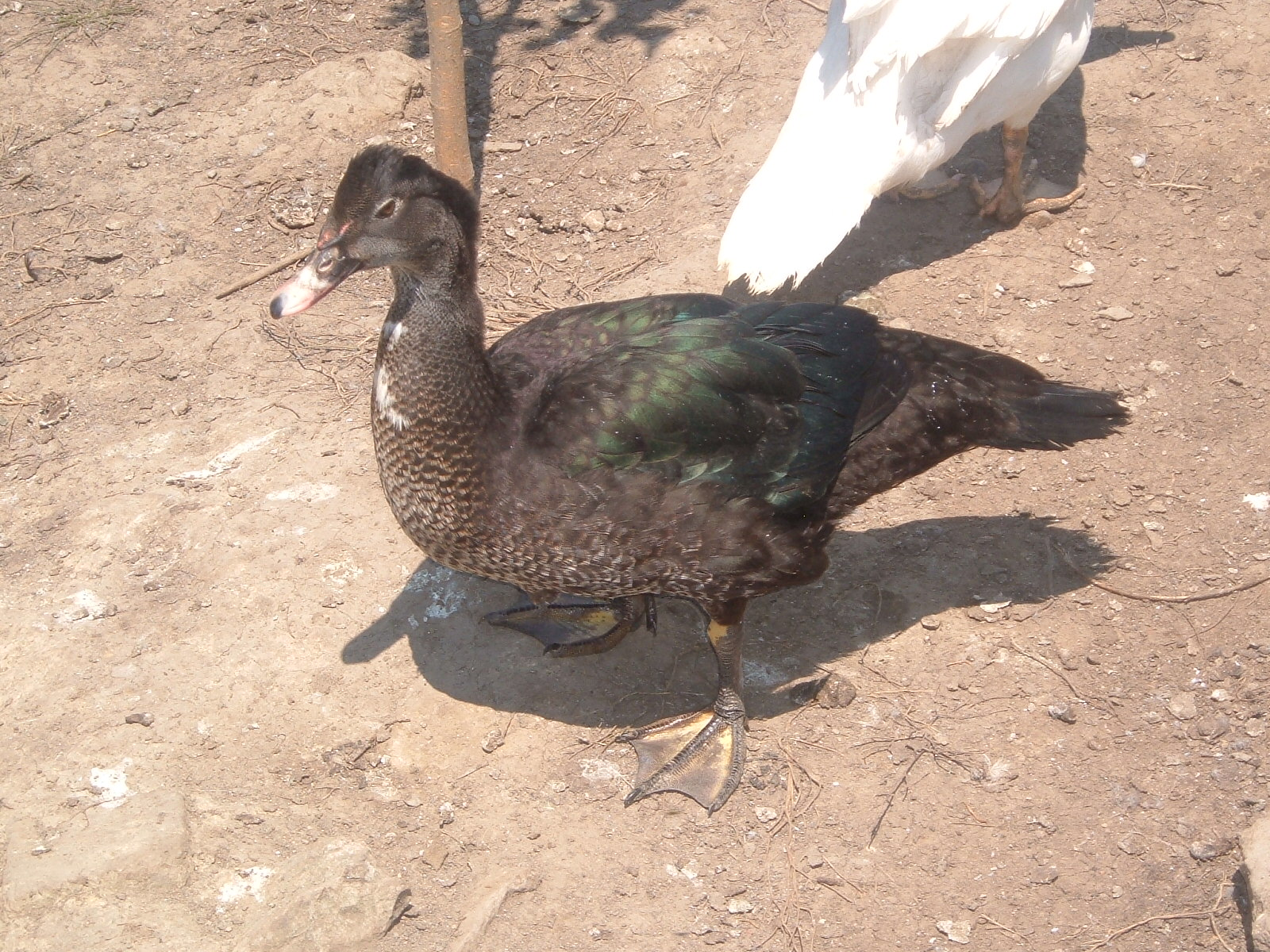
Fiatal (11 hetes) gácsér
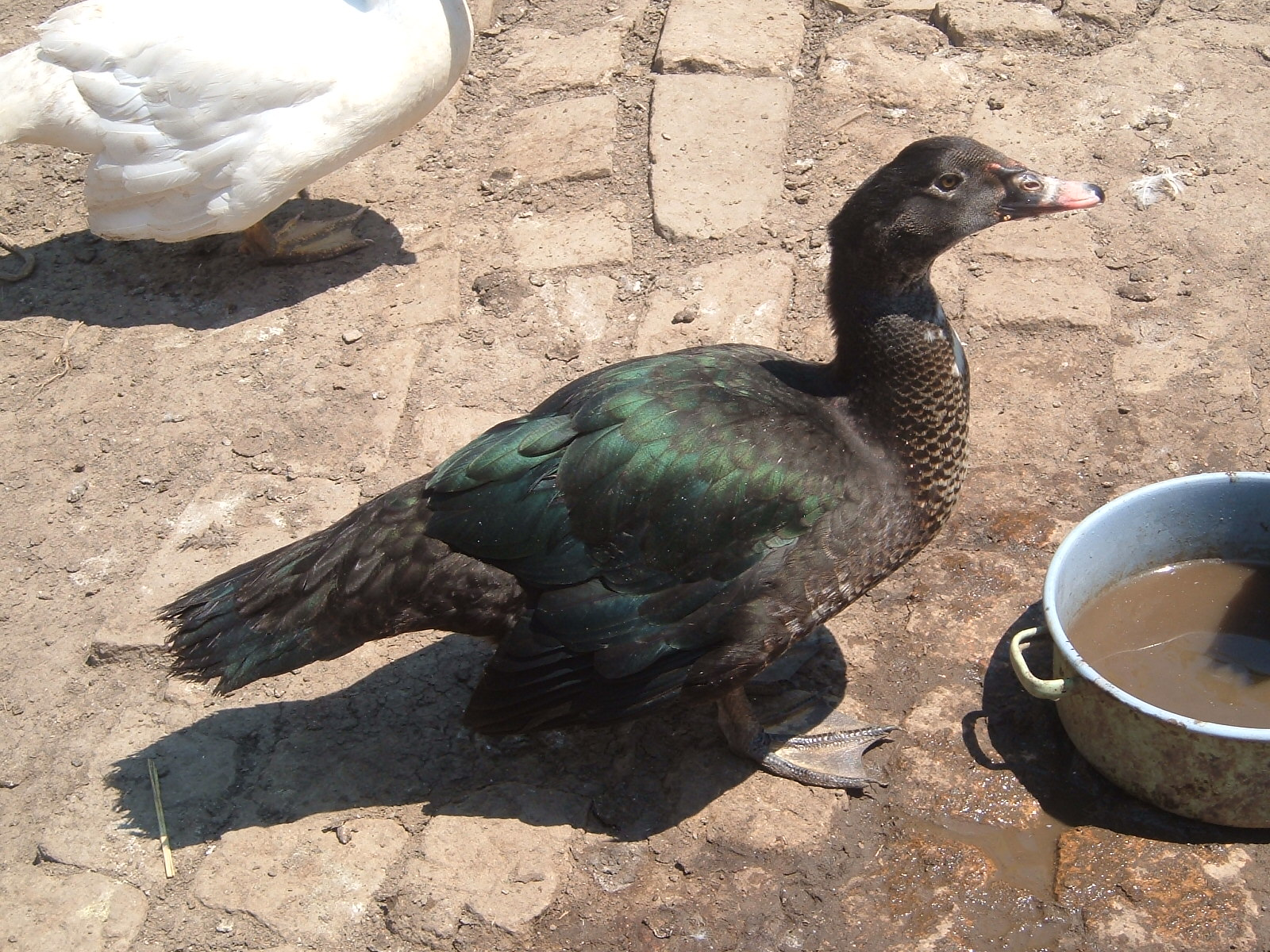
Fiatal (11 hetes) gácsér
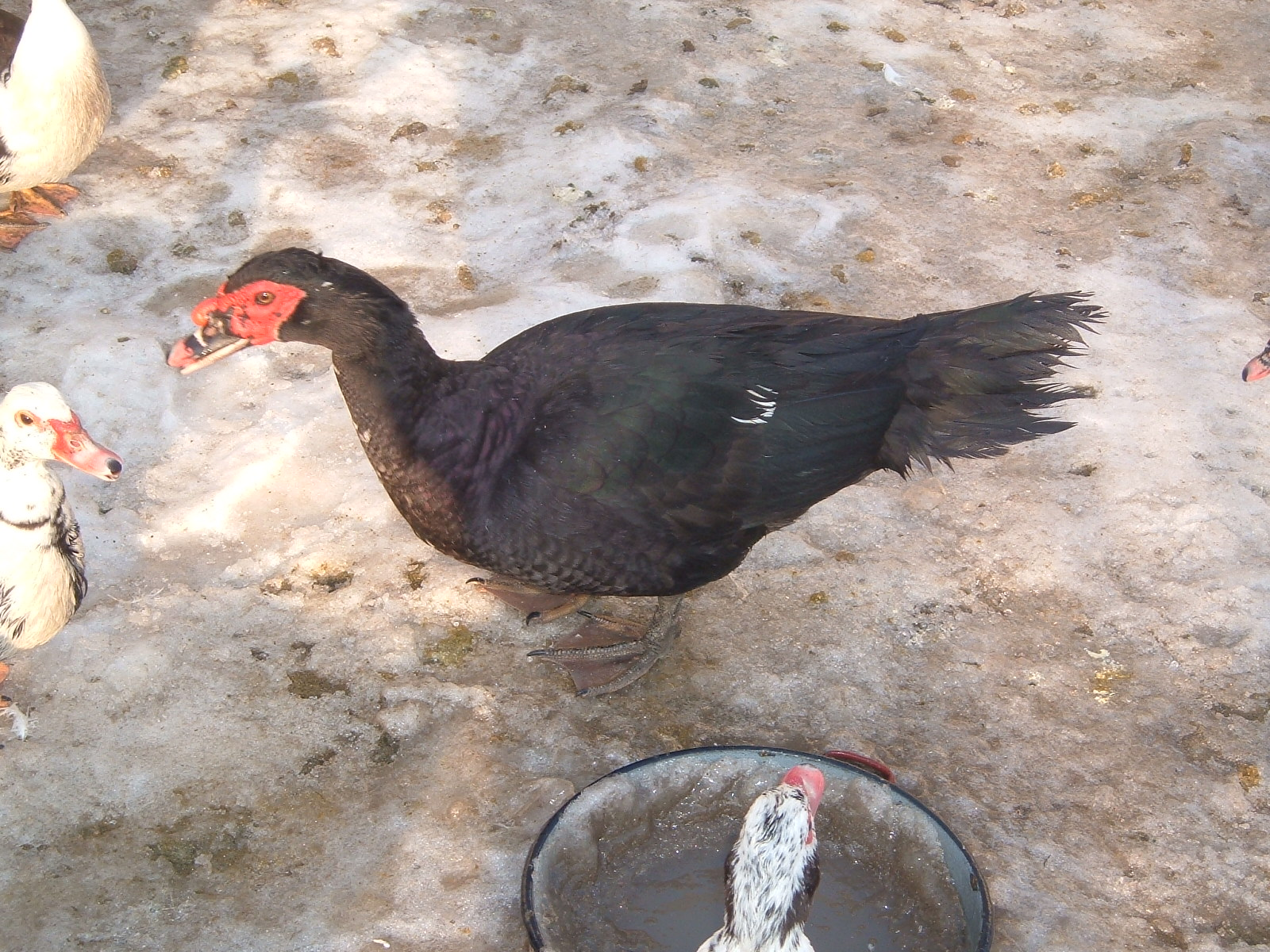
A felnőtt gácsér (37 hetes) korában
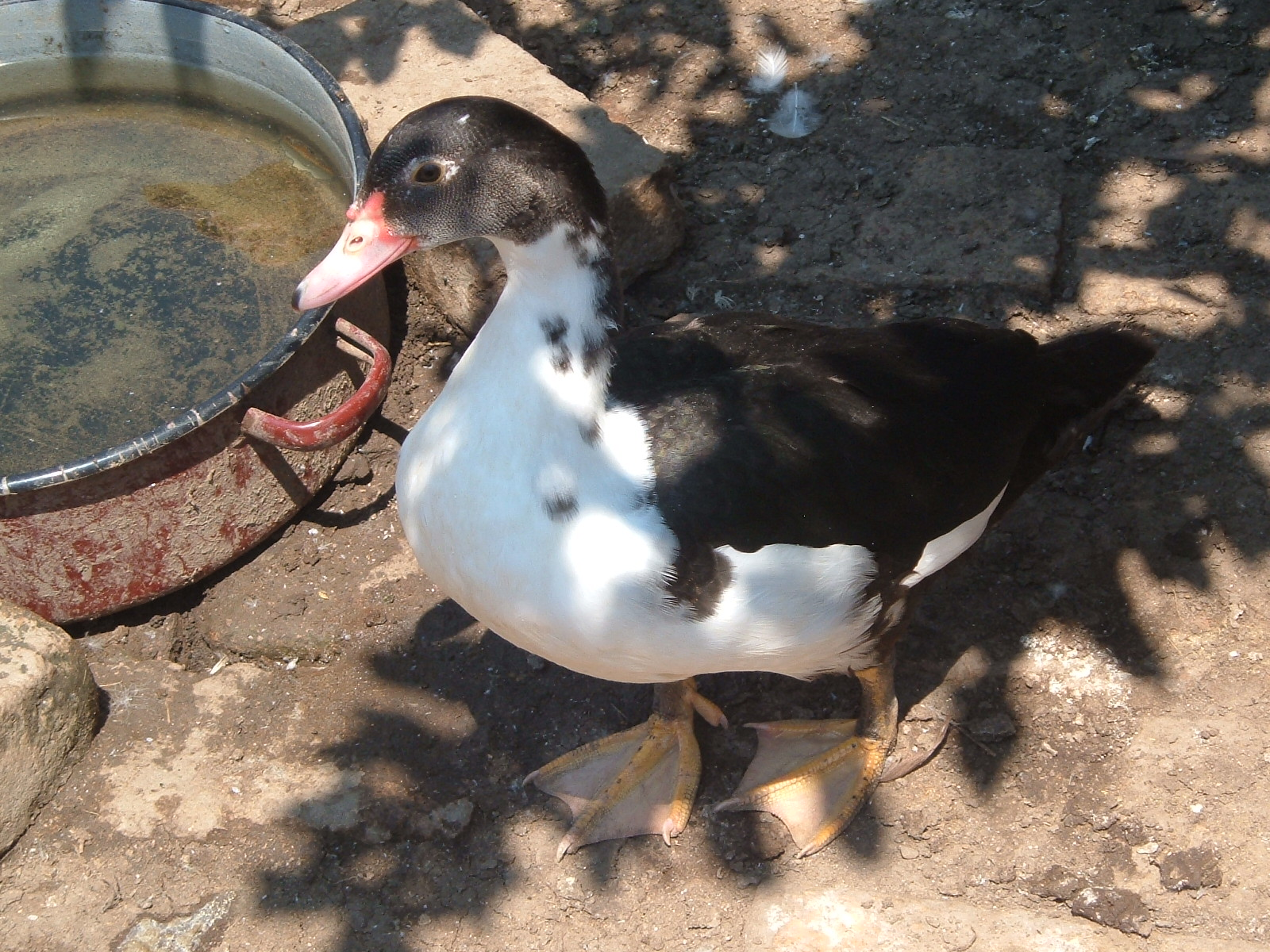
Fiatal (11 hetes) tojó
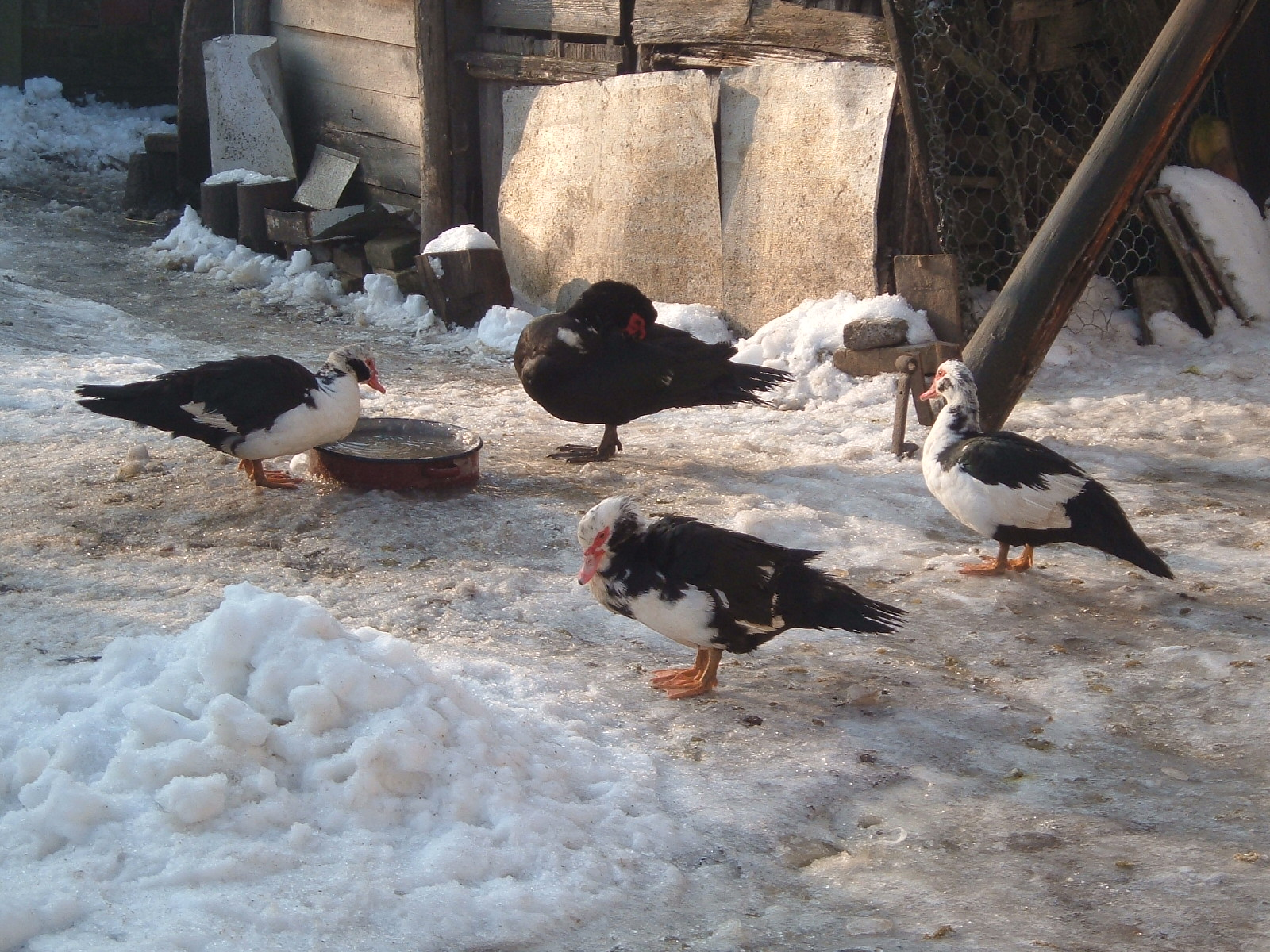
Háziasított pézsmarécék
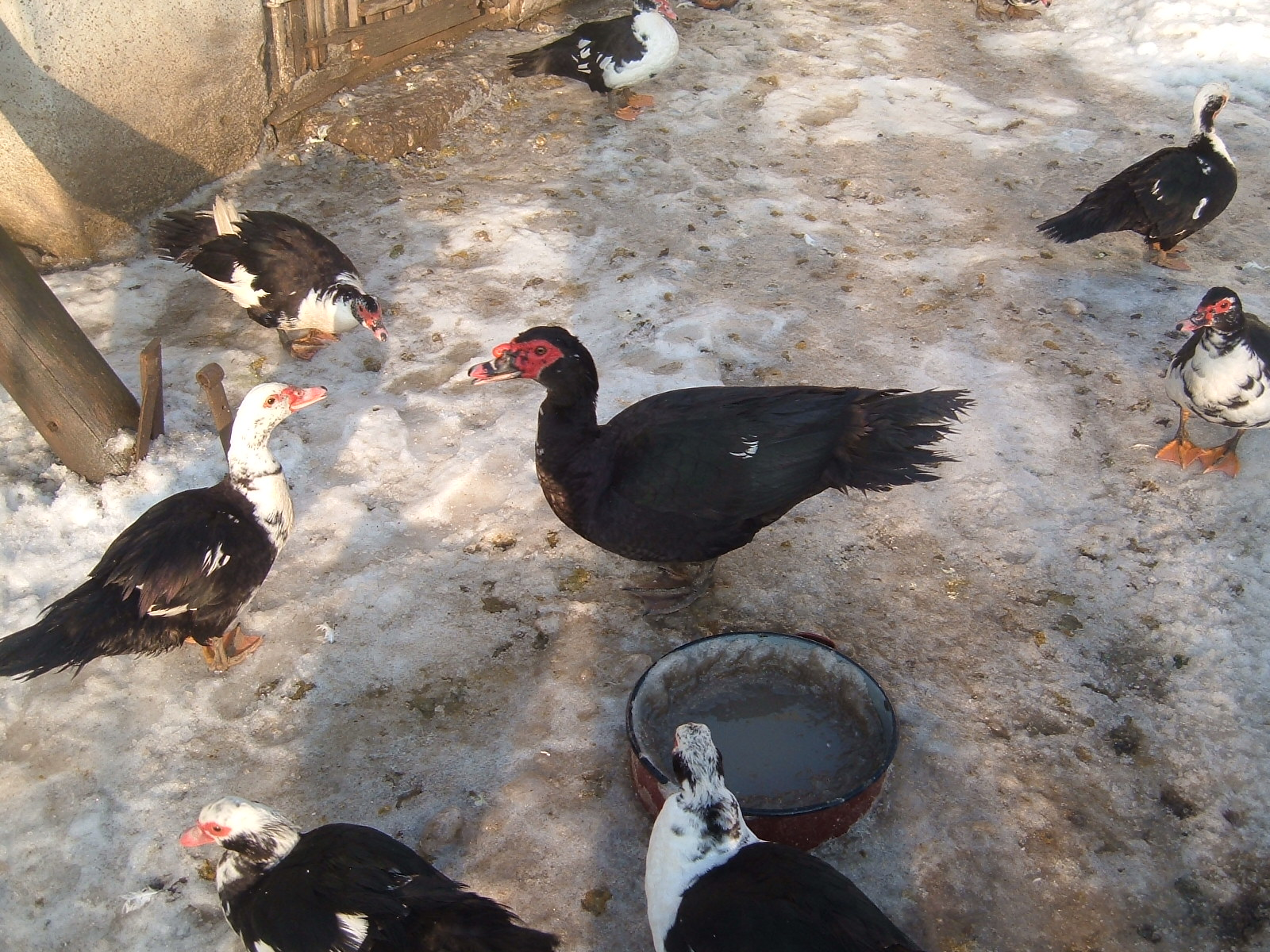
Háziasított pézsmarécék
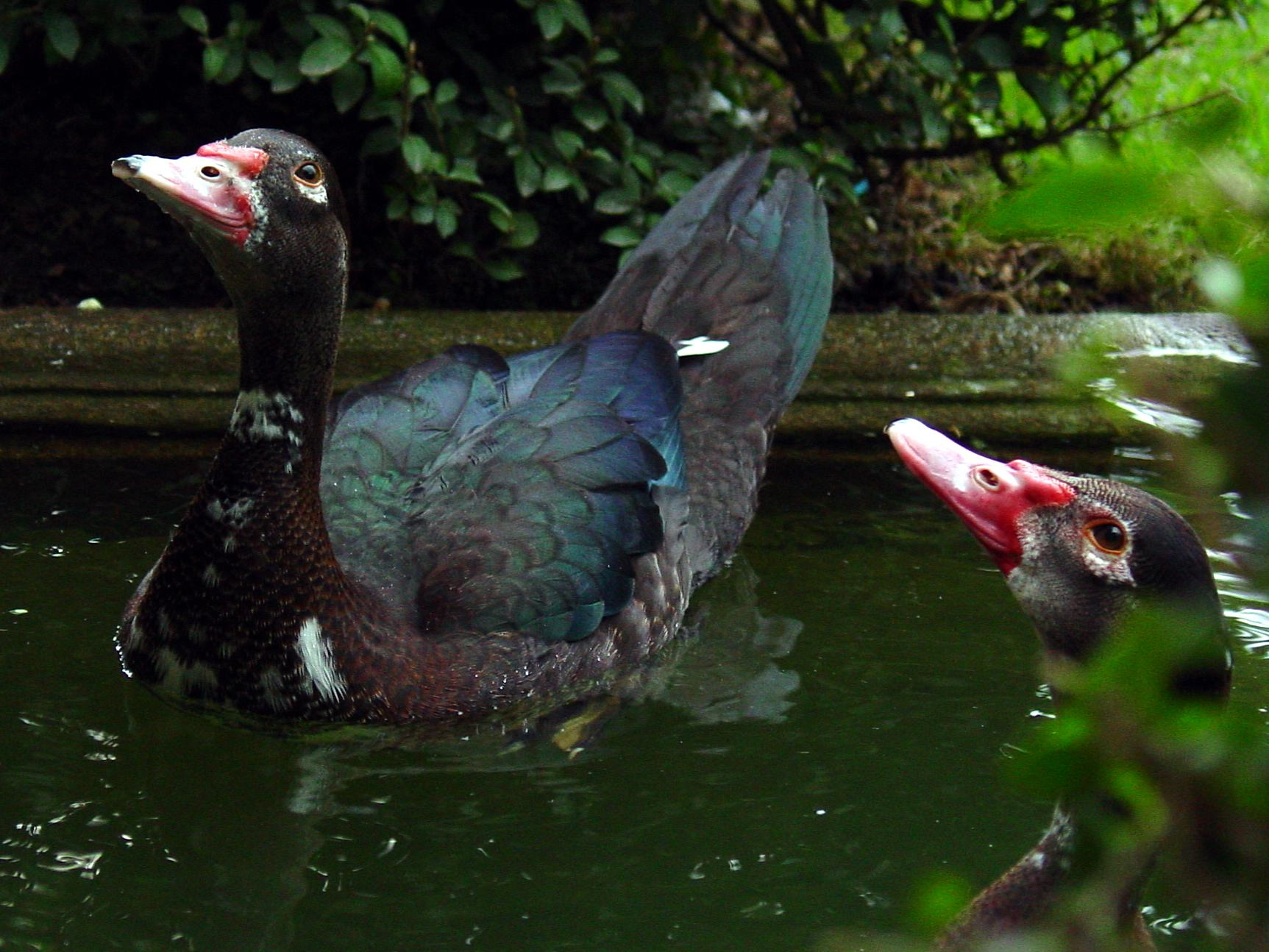
Háziasított pézsmakacsák